# Alessia Maria Raiciu

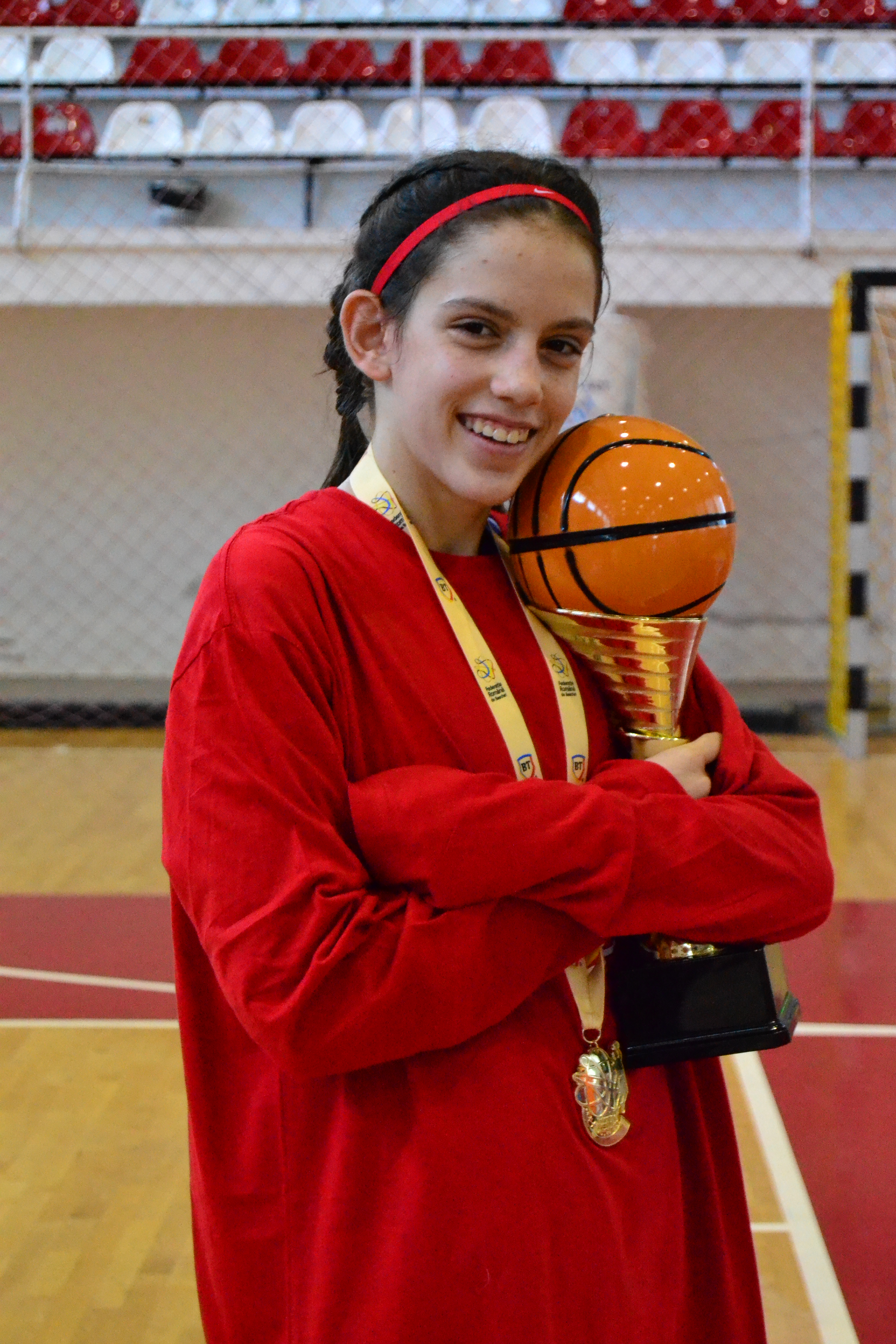
Campioană națională baschet U13, Sf. Gheorghe, 2017

Alessia Maria Raiciu (n. 14 august 2004, București – d. 14 august 2022) a fost o baschetbalistă română de performanță, cunoscută pentru talentul său excepțional și rezultatele obținute în competițiile naționale și internaționale. 
A fost un exemplu de disciplină, dedicare și pasiune pentru sportul pe care l-a iubit, lăsând în urma sa o moștenire semnificativă.

## Biografie
Alessia Maria Raiciu s-a născut la data de 14 august 2004, în București, România. A început să practice baschetul de la o vârstă fragedă, descoperindu-și pasiunea pentru acest sport în timpul școlii primare la Școala Gimnazială nr. 82 din Sectorul 3, unde a fost pregătită de antrenorii Tatiana și Florin Dudescu, care au contribuit semnificativ la formarea sa ca sportivă.
După primii ani de inițiere, Alessia a fost remarcată pentru talentul său și îndrumată către performanță. A continuat activitatea sportivă la Clubul Sportiv Olimpia București, unde a obținut numeroase rezultate de excepție.
A evoluat și în Liga Națională de Baschet Feminin la echipa Agronomia București, alături de care s-a calificat la turneul Final Four al Cupei României.

## Carieră sportivă
De-a lungul carierei sale, Alessia a câștigat șase titluri naționale la diferite categorii de vârstă și a fost selecționată în loturile naționale de juniori ale României. A fost considerată una dintre cele mai promițătoare tinere jucătoare de baschet din generația sa, remarcându-se prin tehnică, determinare și spirit de echipă.

## Tragicul deces
Alessia Maria Raiciu a decedat pe 14 august 2022, în ziua în care împlinea 18 ani. Dispariția sa prematură a lăsat un gol imens în inimile familiei, colegilor, antrenorilor și comunității sportive din România.

## Moștenirea lăsată
În memoria sa, familia Alessiei a înființat Asociația Alessia Maria Raiciu, cu scopul de a sprijini performanța sportivă și școlară în rândul tinerilor din România. Asociația oferă burse de performanță, organizează turnee de baschet 3x3 și sprijină copiii care doresc să practice sportul la nivel de inițiere sau performanță.
Unul dintre proiectele principale ale Asociației este programul gratuit de inițiere în baschet pentru copiii din Sectorul 3, care continuă munca începută de familia Dudescu și onorează dragostea Alessiei pentru sport.

## Premii și recunoașteri
- 6 titluri naționale, două medalii de argint și două medalii de bronz la categoriile de baschet juniori 5x5 si 3x3.[3]
- Selecționări multiple în loturile naționale de juniori ale României.

### Impactul asupra comunității
Moștenirea Alessiei a inspirat numeroase inițiative sportive și educaționale. Comunitatea baschetbalistică din România o omagiază prin competiții, evenimente și programe dedicate copiilor și tinerilor.